# Stonesiella selaginoides
Genre
Espèce
Synonymes
- Pultenaea selaginoides Hook.f.[2]

Stonesiella selaginoides est une espèce de plantes à fleurs dicotylédones de la famille des Fabaceae, sous-famille des Faboideae, originaire de Tasmanie. C'est l'unique espèce acceptée du genre Stonesiella (genre monotypique).